# Бенєл Ніколіце
Бенєл Ніколіце (рум. Bănel Nicoliță, нар. 7 січня 1985, Феурей) — румунський футболіст, півзахисник клубу «Вііторул».
Виступав, зокрема, за клуб «Стяуа», а також національну збірну Румунії.

## Клубна кар'єра
У дорослому футболі дебютував 2001 року виступами за команду клубу «Бреїла», в якій провів три сезони, взявши участь у 75 матчах чемпіонату. 
Протягом 2004—2005 років захищав кольори команди клубу «Тімішоара».
Своєю грою за останню команду привернув увагу представників тренерського штабу клубу «Стяуа», до складу якого приєднався 2005 року. Відіграв за бухарестську команду наступні шість сезонів своєї ігрової кар'єри. Більшість часу, проведеного у складі «Стяуа», був основним гравцем команди.
Згодом з 2011 по 2014 рік грав у складі команд клубів «Сент-Етьєн» та «Нант».
До складу клубу «Вііторул» приєднався 2015 року. Відтоді встиг відіграти за команду з Констанци 32 матчі в національному чемпіонаті.

## Виступи за збірні
Протягом 2004–2005 років залучався до складу молодіжної збірної Румунії. На молодіжному рівні зіграв у 13 офіційних матчах, забив 1 гол.
У 2005 році дебютував в офіційних матчах у складі національної збірної Румунії. Наразі провів у формі головної команди країни 31 матч, забивши 1 гол.
У складі збірної був учасником чемпіонату Європи 2008 року в Австрії та Швейцарії.

## Титули і досягнення
- Чемпіон Румунії (2):

«Стяуа»: 2004-05, 2005-06
- Володар Суперкубка Румунії (1):

«Стяуа»: 2006
- Володар Кубка Румунії (1):

«Стяуа»: 2010-11
- Володар Кубка французької ліги (1):

«Сент-Етьєн»: 2012-13